# Первошув
Первошув (пол. Pierwoszów, нім. Pürbischau) — село в Польщі, у гміні Вішня-Мала Тшебницького повіту Нижньосілезького воєводства.
Населення — 214 осіб (2011).

## Демографія
Демографічна структура станом на 31 березня 2011 року:
|          | Загалом | Допрацездатний вік | Працездатний вік | Постпрацездатний вік |
| -------- | ------- | ------------------ | ---------------- | -------------------- |
| Чоловіки | 108     | 23                 | 76               | 9                    |
| Жінки    | 106     | 28                 | 61               | 17                   |
| Разом    | 214     | 51                 | 137              | 26                   |